# Hans Christoph von Königsmarck (1701–1779)
Hans Joachim Christoph von Königsmarck (* 6. Oktober 1701 auf Kötzlin (heute Stadtteil von Kyritz); † 9. Oktober 1779 ebenda) war ein königlich-preußischer Generalmajor und Kommandeur des Infanterie-Regiments Nr. 23. Er war Träger des Ordens Pour le Mérite. Zudem war er Amtshauptmann von Preußisch Eylau sowie Erbherr auf Kötzlin, Roddahn, Vehlin, Bendelin und Netzeband.

## Leben
Er kam 1720 in das Infanterie-Regiment Nr. 3, wo er bis zum Stabshauptmann aufstieg. 1740 erhielt er im Infanterie-Regiment Nr. 37 seine eigene Kompanie, kurz danach wurde er zum Major befördert. Im Juli 1749 wurde er Oberstleutnant, im Februar 1751 zum Kommandeur des Regiments Nr. 23 ernannt. Die Stelle des Amtshauptmanns von Preußisch Eylau erhielt er 1754. Im Mai 1757 wurde er zum Generalmajor befördert. Nachdem er im Juni 1757 in der Schlacht bei Kolin schwer verwundet worden war, bat er 1759 um seine Entlassung, welche am 19. Dezember 1759 gewährt wurde. Hans Christoph von Königsmarck zog sich daraufhin auf seine Güter zurück.

## Familie
Sein Vater war der preußische Rittmeister Joachim Siegfried von Königsmarck (* 28. März 1659; † 2. Juli 1715), Erbherr auf Kötzlin. Seine Mutter war dessen zweite Frau Sabine von Blumenthal (11. November 1668; † 23. Februar 1748), Tochter von Hans Jakob von Blumenthal (1640–1701) und Friederike Dorothea von Diringshofen.
Er war zweimal verheiratet. Seine erste Frau Sophia Albertine von Hacke (* 17. Mai 1734; † 16. Dezember 1755) war eine Tochter des Generalleutnants Hans Christoph Friedrich von Hacke. Er heiratete sie am 6. August 1754. Das Paar hatte einen Sohn, der vor ihm starb. Seine zweite Frau Dorothea Charlotte Emilie von Saldern (1742–1813) war die älteste Tochter von Wilhelm von Saldern. Er heiratete sie am 2. September 1761. Das Paar blieb ohne Kinder.